# Blaenau Gwent County Borough
Blaenau Gwent County Borough ist eine Principal Area mit dem Status eines County Borough im Südosten von Wales.
Wichtige Orte sind Abertillery, Brynmawr, Ebbw Vale und Tredegar. Blaenau Gwent zählt knapp 70.000 Einwohner (2011).

## Orte
- Abertillery
- Blaina
- Brynmawr
- Cwm
- Cwmtillery
- Ebbw Vale
- Llhanhilleth
- Nant-y-glo
- St. Illtyd
- Tredegar

## Geschichte
Der Verwaltungsbezirk wurde 1974 gegründet und erhielt 1996 seine jetzigen Grenzen, nachdem im Zuge der Verwaltungsreform die Gemeinde Llanelly zur Principal Area Monmouthshire zugeordnet wurde.